# Tekken Tag Tournament 2
Tekken Tag Tournament 2 is de opvolger van computerspel Tekken Tag Tournament uit het jaar 1999. Het spel is op 18 september 2010 op de Tokyo Game Show aangekondigd door de producent van de Tekken-serie, Katsuhiro Harada.
Het spel bouwt verder op de basis die Tekken 6 neergelegd heeft door het behoud van in Tekken 6 geïntroduceerde mogelijkheden. Naast de klassieke Tekken Tag Tournament gameplay die daaraan toegevoegd wordt, heeft Harada nog nieuwe features toegevoegd. Tekken Tag Tournament 2 verscheen in de zomer van 2011 in de Japanse arcadehallen. Op 14 september 2012 is het computerspel uitgebracht voor de PlayStation 3 en Xbox 360.

## De personages
Namco heeft bij de aankondiging gezegd dat de hoeveelheid personages in het spel de grootste ooit zullen worden. Naast alle personages uit Tekken 6 (behalve Azazel en Nancy-MI847J) zijn er drie terugkerende personages toegevoegd aan het spel: Jinpachi Mishima, Jun Kazama, Kunimitsu, Ancient Ogre, Michelle Chang, Angel, Devil en True Ogre. Daarnaast is Julia Chang voortaan onder het alter ego Jaycee te vinden, waarbij ze verkleed is als worstelaar, inclusief masker.
- Alex
- Alisa Bosconovitch
- Ancient Ogre (DLC)
- Angel (DLC)
- Anna Williams
- Armor King
- Asuka Kazama
- Baek Doo San
- Bob Richards
- Bruce Irvin
- Bryan Fury
- Christie Monteiro
- Combot
- Craig Marduk
- Devil
- Devil Jin
- Dr. Boskonovitch (DLC)
- Eddy Gordo
- Feng Wei
- Forest Law
- Ganryu
- Heihachi Mishima
- Hwoarang
- Jack-6
- Jaycee (Julia Chang)
- Jin Kazama
- Jinpachi Mishima
- Jun Kazama
- Kazuya Mishima
- King
- Kuma
- Kunimitsu (DLC)
- Lars Alexandersson
- Lee Chaolan
- Lei Wulong
- Leo Kliesen
- Lili de Rochefort
- Ling Xiaoyu
- Marshall Law
- Michelle Chang (DLC)
- Miguel Cabellero Rojo
- Miharu Hirano (DLC)
- Mokujin
- Nina Williams
- Panda
- Paul Phoenix
- Prototype Jack
- Raven
- Roger Jr.
- Sebastian (DLC)
- Sergei Dragunov
- Slim Bob (DLC)
- Steve Fox
- Tiger Jackson
- True Ogre
- Unknown (DLC)
- Violet (DLC)
- Wang Jinrei
- Yoshimitsu
- Zafina

## Het verhaal
Het spel zal net als het eerste deel van Tekken Tag Tournament geen verhaallijn bevatten die aansluit op het verhaallijn van Tekken tot en met Tekken 6.